# Музеј Крајине у Неготину
Музеј крајине у Неготину, основан је 1934. године. Идеја о оснивању Музеја зачета је приликом обележавања стогодишњице ослобођења Тимочке Крајине од Турака. Тим поводом, 21. септембра 1933. године, приређена је изложба, под називом Старине Крајине, након које су започете припреме за отварање музеја.

## Историјат
Иницијатори оснивања музеја су били Милан Ј. Радојевић, школски надзорник у пензији, Светислав Стефановић, банкарски чиновник и Стојан Младеновић, професор учитељске школе. Бан Моравске бановине у Нишу, познати књижевник Јеремија Живановић, је 16. фебруара 1934. године, потврдио Правила Музејског друштва у Неготину, као и оснивање Музеја под називом Градски музеј Хајдук Вељко у Неготину - Крајина. За осам деценија постојања Музеј је у неколико наврата мењао име, а данас носи назив Музеј Крајине.
Од тренутка оснивања музеј почиње континуирану организовану бригу о споменицима културе у Неготинској Крајини. Своју основну делатност сакупљања, чувања, заштите и презентације покретних културних добара Музеј Крајине остварује кроз послове својих одељења: археолошког, етнолошког, историје уметности, историјског, као и одељења за документацију, водичку службу и библиотеку. Музејски фонд се постепено увећавао, тако да данас, поседује преко 15.000 предмета.
Музеј Крајине је музеј комплексног типа у чији састав улазе: централна зграда с археолошком, етнолошком, историјском и уметничком поставком, родна кућа Стевана Стојановића Мокрањца и Музеј Хајдук Вељка. Осим поменутих објеката у граду, Музеј Крајине стара се и о Родној кући Момчила Ранковића у Рајцу и археолошком налазишту Врело – Шаркамен.

## Поставка музеја

### Археолошка збирка
Археолошка збирка представљена је једним мањим делом у лапидаријуму, где је изложен део архитектонске и сакралне пластике из римског периода и презентацијом највреднијих археолошких експоната приказан је период од палеолита до касног средњег века.
Археолошка поставка се хронолошки завршава експонатима из средњег века. Средњовековна поставка садржи предмете из периода од 7. до 14. века. Налази потичу из средњовековних насеља и некропола. Основни покретни археолошки материјал представља грнчарија.

### Геолошка збирка
У Музеју представљена је геологија и палеонтологија источне Србије. Ова област изграђена је од различитих стена, почев од кристалних шкриљаца карбонатних, глиновитих и песковитих седимената, па до магматских дубинских и вулканских стена. Овим путем су изложени фосилни остаци флоре, микрофауне, дупљара, брахиопода, мекушаца, бодљокожаца,  риба и сисара, приказан период мезозоика и кенозоика.

### Праисторијска збирка
Из периода мезолита изложене су коштане алатке и камено оруђе и оружје, са локалитета Кула Михајловац. Међу изложеним предметима из периода неолита истичу се судови од печене земље, камене и коштане алатке, батови, секире, игле од кости, амулети од земље и камена. Најзанимљивији налази из периода енеолита су предмети везани за духовни живот. Из периода бронзаног доба изложен је велики број предмета за свакодневну употребу: керамика коју чине полулоптасте посуде танких зидова, антропоморфна и зооморфна пластика, алати од рога и кости, алати од камена и кремена. Од изложених експоната гвозденог доба треба поменути гвоздене предмете намењене практичној употреби попут оружја, великих гвоздених мачева, копља, ножева, секира и бодежа, накит, пафте, наруквице, торквесе, фибуле, украсне игле, керамику, која у овој епохи достиже кулминацију у типолошким и орнаменталним одликама и келтски новац.

### Античка збирка
Антички период представљен је експонатима из времена доминације Римљана и њихове цивилизације на овом простору: разне керамичке и металне посуде, жртвеници, архитектонска пластика, статуе, надгробни споменици, оруђе и оружје од метала, ситна зооморфна и антропоморфна пластика, накит, новац. Посебно значајни налази из овог периода су бронзана статуета Нептуна са Караташа, златне наушнице из Прахова, мермерна икона Либера и Либере и др.
Музејска поставка, на спрату представљена је кроз експонате из етнолошке, историјске и уметничке збирке, a обухвата период крај 19. и почетак 20. векa.

### Етнолошка збирка
Етнолошку поставку чине оне теме које представљају само језгро традиционалне културе Неготинске Крајине, занати, занимања, ткање, ћилими, уређење куће, обичаји и народна ношња. Акценат је стављен на сеоску српску и влашку ношњу, на њену раскош и неоспорну естетску и уметничку вредност у типолошком и стилском погледу. Приказани су и експонати за израду тканине, као и предмети који дочаравају сеоску трпезу. У оквиру сталне етнолошке поставке Музеја Крајине поред сеоског, приказан је и градски живот становника овога краја кроз неколико типичних заната, накит, одећу, а захваљујући сачуваним комадима намештаја и деловима покућства, посетиоци могу видети како је некад изгледала градска соба.

### Историјска збирка
Историјски периоди представљени су хронолошки преко историјских предмета и помоћног музејског материјала. Тако у првом делу посетиоци могу видети експонате који се односе на привредни развој Крајине, 13. пешадијски пук и социјалистички период. У другом делу историјске поставке представљени су експонати који нам илуструју период балканских ратова и Првог светског рата. Ту су изложени експонати који се односе на оружје и војничку опрему. На паноима су изложене фотографије и разгледнице бродова који су пренели српску војску на острво Крф и Видо, а у посебној витрини је приказана униформа српског војника.

### Уметничка збирка
Експонати збирке доспевали су у Музеј на различите начине. Поред редовних откупа, за развој збирке од великог значаја су и поклони племенитих дародаваца, у које спадају и сами аутори, грађани, као и Народни одбор општине и среза. Изложени су портрети истакнутих личности 19. века.

## Стална поставка у Мокрањчевој кући
Стална поставка у Мокрањчевој кући распоређена је у четири просторије које су међусобно повезане. На зидовима се налазе панои, на којима је представљена краћа биографија истакнутог композитора.
Кроз изложена документа, преписку и личне предмете, може се пратити живот и стваралаштво Мокрањца, од првих дана, па до краја живота. У истој просторији је приказана Мокрањчева радна соба, реконструисана оригиналним намештајем и личним предметима. У другом делу куће се налази оџаклија или огњиште.

## Музеј Хајдук Вељка
Музеј Хајдук Вељка је смештен у кући оборкнеза неготинског из 19. века, конаку кнеза Тодорчета.
У приземљу се налази део етнолошке и историјске поставке. Етнолошка поставка представљена је експонатима традиционалног виноградарства и винарства, са краја 19. века и почетка 20. века. Историјска документације је представљена документима из Првог српског устанка.
У Музеју су изложени и портрети Хајдук Вељка Петровића различитих аутора, књижевна дела инспирисана њиме, као и оруђе и оружје из Првог српског устанка.